# سيغفريد من لوكسمبورغ
سيغفريد (بالفرنسية: Sigefroid de Luxembourg)‏ (أو سييغفريد) (حوالي.922 - 28 أكتوبر 998)؛ كان كونت آردين، كان أول شخص يحكم أراضي في لوكسمبورغ، وأيضا كان راعي لـ دير سان ماكسيمليان في ترير ودير سان فيليبرود في آكترناش، هو ابن كونت بلاطين فيغريك اللوثارينجية وكونيغوندا ربما تكون ابنة لويس ستامرر؛ وأيضا هو مؤسس أسرة لوكسمبورغ أحد فروع سلالة آردين العريقة.

## الأراضي
سيغقريد اكتساب أراضي والده في لورين العليا، على من أن حصوله على لقب «الكونت» في ذاك الوقت؛ إلا أن محل نزاع كان في حجم الأراضي التي حصل عليها التي اعتبرت غير واضحة، ومنذ 958 سعى على الحصول على أراضي كونت فارنر في منطقة بوديوا بالقرب من دير ستافيلو البندكتي، ومع ذلك كان الرهبان دير ستافيلو وفيرنفريد مترددون في حصول على مالك الأرض طموح، إلا أنه حصل على قرية بوديوا نفسها في 959.
نظراً لطموحه في التوسع نحو نهر الميز فشلت، إلا أنه لم يكن لديه الرغبة في مواجهة المدن الأسقفية القوية في ترير أو ميتز وبذلك كان يستبعد التوسع نحو نهر الموزيل، مما أدى انتباه نحو وادي ألزيت.

## لوسلنبورهوك «لوكسمبورغ»
في منتصف القرن العاشر حصل سيغفريد على اصطناع المنطقة صخرية معروفة بـ لوسلنبورهوك والمنطقة المحيطة حولها، وفضلاً عن استخدام النهر مقابل دير سان ماكسيمليان في ترير، وكان ذلك مقابل أراضيه يملكها مسبقاً في فيولن، بحيث وضع سند التبادل في 987، على الرغم من أن هذه أراضي صغيرة إلا أن صفقة كانت كبيرة، هذه الوثيقة حملت أختام برونو، رئيس أساقفة كولونيا شقيق الإمبراطور أوتو الأول وهاينريش، رئيس أساقفة ترير وفريدريك الأول، دوق لورين العليا الذي كان شقيق سيغفريد.
في 963 بني سيغفريد معقله قلعة لوسلنبورهوك (castellum Lucilinburhuc) حول المدينة التي بدأت تنمو تدريجياً، وقد يكون هيكل المبنى قائماً حتى يومنا هذا، سيغفريد بدأ في توسع نحو الغرب وبحيث أراد تجنب أراضي الأديرة والتي كانت لإمبراطور.
على الرغم من أن سيغفريد من أنه استخدم لقب «الكونت»، إلا أن لقب «كونت لوكسمبورغ» لم يستخدمه إلا فيلهلم بعد 150 عاماً من ذلك، ومع ذلك كان سيغفريد خادماً مخلصاً لـ الأباطرة الرومان المقدس؛ فمع وفاة أوتو الثاني في 983، قاتل سيغفريد بجانب أرملته ثيوفانو التي أصبحت الآن الحاكمة ضد طموح لوثير ملك فرنسا.

## الزواج والأبناء
تقربياً حوالي 950 تزوج من هيدويغ من نوردغاو ابنة ايبرهارد الرابع دي نوردغاو؛ وانجبت له:-
- هاينريش الأول، كونت لوكسمبورغ.
- سيغفريد؛ قتل في 985.
- فريدريش، كونت سالم.
- ديتريش الثاني، أسقف ميتز.
- أدالبيرون، أحد رجال الدين في ترير.
- جيزلبرت (توفي.1004)، كونت موزلغاو.
- كونيغوند؛ تزوجت من هنري الثاني، إمبراطور الروماني المقدس.
- إيف؛ تزوجت من جيرارد، كونت ميتز.
- إرمنترود؛ راهبة.
- لوتغارد؛ تزوجت من أرنولف، كونت هولندا.
- ابنة؛ تزوجت من ثيتمار.